# Вілліан Боржес да Сілва
Ві́лліан Бо́ржес да Сі́лва або просто Вілліан (порт. Willian Borges da Silva; нар. 9 серпня 1988, Рібейран-Піріс, Сан-Паулу) — бразильський футболіст, лівий вінгер.

## Клубна кар'єра

### «Корінтіанс»
Першим професійним клубом Вілліана став «Корінтіанс». За санпаульців у чемпіонаті Бразилії зіграв 16 матчів, забив 2 гола.

### «Шахтар» (Донецьк)
Влітку 2007 року перейшов у донецький «Шахтар», де головним тренером був Мірча Луческу. Клуб заплатив за перехід 14 млн євро. У донецькому клубі Вілліан відразу ж почав демонструвати високий рівень гри і став одним з найяскравіших гравців представників бразильської плеяди в «Шахтарі». У складі «гірників» півзахисник чотири рази ставав чемпіоном України у сезонах 2007/08, 2009/10, 2010/11 і 2011/12, тричі ставав володарем Кубка України у сезонах 2007/08, 2010/11 і 2011/12. Вілліан є володарем Суперкубка України 2010 і володарем Кубка УЄФА 2008/09. У чемпіонаті України Вілліан зіграв у 140 матчах і забив 20 голів у Кубку України у 24 матчах, в яких забив 6 м'ячів, також зіграв в 1 грі молодіжного чемпіонату України.

### «Анжі»
1 лютого 2013 року перейшов до махачкалинського «Анжі» за 35 млн євро. Також цей трансфер став третім за вартістю в російському футболі, після переходів Галка і Акселя Вітселя в «Зеніт». За даними газети «Спорт-Експрес» його заробітна плата в новій команді склала 2 500 000 євро в рік. По-справжньому проявити себе у Росії Вілліан не зумів, оскільки спочатку йому завадила травма, а потім «Анжі» оголосив про зміну вектора розвитку і був змушений відмовитися від послуг високооплачуваного бразильця.

### «Челсі»
25 серпня 2013 року, на офіційному сайті англійського клубу «Челсі» було оголошено, що клуб досяг домовленості з клубом з Махачкали щодо трансферу бразильського півзахисника Вілліана. 28 серпня бразилець став гравцем «Челсі», взявши 22-й номер. Сума трансферу склала 30 млн фунтів. Поступово Вілліан застовпив за собою місце в стартовому складі «Челсі» і зумів стати одним із лідерів команди. За підсумками 2016 року бразилець був визнаний гравцем року в «Челсі».

### «Арсенал»
14 серпня 2020 року, перебуваючи в статусі вільного агента, підписав з «Арсеналом» трирічний контракт.

## Кар'єра у збірній
У складі молодіжної збірної Бразилії до 20 років став чемпіоном Південної Америки серед молодіжних команд в 2007 році. На турнірі Вілліан зіграв у 8 матчах. У 2007 році він також брав участь у чемпіонаті світу з молодіжних команд в Канаді і зіграв у 3 матчах.
27 жовтня 2011 року отримав виклик в збірну Бразилії на матчі проти Габону та Єгипту. В обох матчах виходив на заміну у другому таймі.
2014 року був учасником домашнього для бразильців чемпіонату світу. Був гравцем резерву і виходив на заміну у двох з трьох матчів групового етапу та в грі 1/8 фіналу. Також з'явився на полі на 69-й хвилині півфінальної гри проти збірної Німеччини, коли його команда вже програвала 0:6, не зміг суттєво виправити ситуацію в матчі, який завершився розгромною поразкою бразильців з рахунком 1:7. У стартовому складі вийшов лише у програному нідерландцям з рахунком 0:3 матчі за третє місце, в якому відіграв усі 90 хвилин.
Був уже гравцем основного складу збірної на Кубку Америки 2015 року, де взяв участь у всіх чотирьох матчах на турнірі, що завершився для бразильців поразкою на стадії чвертьфіналів від Парагваю. Також розпочинав на полі усі матчі на «Столітньому» Кубку Америки 2016 року, де бразильці не подолали груповий етап.
У травні 2018 року був включений до заявки збірної Бразилії для участі у своїй другій світовій першості — тогорічному чемпіонаті світу.

## Статистика виступів

### Статистика клубних виступів
Станом на 1 вересня 2022 року
| Сезон                  | Команда                | Чемпіонат              | Чемпіонат | Чемпіонат | Національний кубок | Національний кубок | Національний кубок | Континентальні кубки | Континентальні кубки | Континентальні кубки | Інші змагання | Інші змагання | Інші змагання | Усього | Усього |
| Сезон                  | Команда                | Ліга                   | Ігор      | Голів     | Ліга               | Ігор               | Голів              | Ліга                 | Ігор                 | Голів                | Ліга          | Ігор          | Голів         | Ігор   | Голів  |
| ---------------------- | ---------------------- | ---------------------- | --------- | --------- | ------------------ | ------------------ | ------------------ | -------------------- | -------------------- | -------------------- | ------------- | ------------- | ------------- | ------ | ------ |
| 2006                   | «Корінтіанс»           | A+ЛП                   | 5+3       | 0+0       | -                  | -                  | -                  | -                    | -                    | -                    | -             | -             | -             | 8      | 0      |
| 2007                   | «Корінтіанс»           | A+ЛП                   | 15+14     | 2+0       | КБ                 | 4                  | 0                  | -                    | -                    | -                    | -             | -             | -             | 33     | 2      |
| Усього за «Корінтіанс» | Усього за «Корінтіанс» | Усього за «Корінтіанс» | 37        | 2         |                    | 4                  | 0                  |                      | -                    | -                    |               | -             | -             | 41     | 2      |
| 2007–08                | «Шахтар»               | ВЛ                     | 20        | 0         | КУ                 | 6                  | 1                  | ЛЧ                   | 2                    | 0                    | СУ            | 0             | 0             | 28     | 1      |
| 2008–09                | «Шахтар»               | ПЛ                     | 29        | 5         | КУ                 | 5                  | 1                  | ЛЧ+КУЄФА             | 8+9                  | 2+0                  | СУ            | 1             | 0             | 52     | 8      |
| 2009–10                | «Шахтар»               | ПЛ                     | 22        | 5         | КУ                 | 4                  | 1                  | ЛЧ+ЛЄ                | 2+10                 | 0+1                  | СУ            | 1             | 0             | 39     | 7      |
| 2010–11                | «Шахтар»               | ПЛ                     | 28        | 3         | КУ                 | 4                  | 2                  | ЛЧ                   | 10                   | 2                    | СУ            | 1             | 1             | 43     | 8      |
| 2011–12                | «Шахтар»               | ПЛ                     | 27        | 5         | КУ                 | 3                  | 0                  | ЛЧ                   | 6                    | 1                    | СУ            | 1             | 0             | 37     | 6      |
| 2012-січ. 2013         | «Шахтар»               | ПЛ                     | 14        | 2         | КУ                 | 2                  | 1                  | ЛЧ                   | 6                    | 4                    | СУ            | 0             | 0             | 22     | 7      |
| Усього за «Шахтар»     | Усього за «Шахтар»     | Усього за «Шахтар»     | 140       | 20        |                    | 24                 | 6                  |                      | 53                   | 10                   |               | 4             | 1             | 221    | 37     |
| січ.-черв. 2013        | «Анжі»                 | ПЛ                     | 7         | 1         | КІ                 | 3                  | 0                  | ЛЄ                   | 3                    | 0                    | -             | -             | -             | 13     | 1      |
| серп. 2013             | «Анжі»                 | ПЛ                     | 4         | 0         | КІ                 | 0                  | 0                  | ЛЄ                   | 0                    | 0                    | -             | -             | -             | 4      | 0      |
| Усього за «Анжі»       | Усього за «Анжі»       | Усього за «Анжі»       | 11        | 1         |                    | 3                  | 0                  |                      | 3                    | 0                    |               | -             | -             | 17     | 1      |
| серп. 2013–14          | «Челсі»                | ПЛ                     | 25        | 4         | КА+КЛ              | 3+3                | 0+0                | ЛЧ                   | 11                   | 0                    | СУ            | 0             | 0             | 42     | 4      |
| 2014–15                | «Челсі»                | ПЛ                     | 36        | 2         | КА+КЛ              | 2+4                | 1+0                | ЛЧ                   | 7                    | 1                    | -             | -             | -             | 49     | 4      |
| 2015–16                | «Челсі»                | ПЛ                     | 35        | 5         | КА+КЛ              | 4+1                | 1+0                | ЛЧ                   | 8                    | 5                    | СА            | 1             | 0             | 49     | 11     |
| 2016–17                | «Челсі»                | ПЛ                     | 34        | 8         | КА+КЛ              | 6+1                | 4+0                | -                    | -                    | -                    | -             | -             | -             | 41     | 12     |
| 2017–18                | «Челсі»                | ПЛ                     | 36        | 6         | КА+КЛ              | 6+4                | 2+2                | ЛЧ                   | 8                    | 3                    | СА            | 1             | 0             | 55     | 13     |
| 2018–19                | «Челсі»                | ПЛ                     | 32        | 3         | КА+КЛ              | 2+6                | 2+0                | ЛЄ                   | 15                   | 3                    | СКА           | 1             | 0             | 56     | 8      |
| 2019–20                | «Челсі»                | ПЛ                     | 36        | 9         | КА+КЛ              | 4+0                | 1+0                | ЛЧ                   | 7                    | 1                    | СКУ           | 0             | 0             | 47     | 11     |
| Усього за «Челсі»      | Усього за «Челсі»      | Усього за «Челсі»      | 234       | 37        |                    | 46                 | 13                 |                      | 56                   | 13                   |               | 3             | 0             | 227    | 43     |
| 2020–21                | Арсенал                | ПЛ                     | 25        | 1         | КА+КЛ              | 2+1                | 0                  | ЛЄ                   | 9                    | 0                    | СКА           | 0             | 0             | 37     | 1      |
| 2021                   | «Корінтіанс»           | A                      | 9         | 0         | -                  | -                  | -                  | -                    | -                    | -                    | -             | -             | -             | 9      | 0      |
| 2022                   | «Корінтіанс»           | A+ЛП                   | 14+12     | 0+1       | КБ                 | 2                  | 0                  | КЛ                   | 8                    | 0                    | -             | -             | -             | 36     | 1      |
| Усього за «Корінтіанс» | Усього за «Корінтіанс» | Усього за «Корінтіанс» | 35        | 1         |                    | 2                  | 0                  |                      | 8                    | 0                    |               | -             | -             | 45     | 1      |
| Усього за кар'єру      | Усього за кар'єру      | Усього за кар'єру      | 453+29    | 61+3      |                    | 80                 | 19                 |                      | 121                  | 23                   |               | 7             | 1             | 663    | 105    |

### Статистика виступів за збірну
| Дата       | Місто                    | Господарі | Результат               | Гості      | Турнір                          | Голи | Примітки |
| ---------- | ------------------------ | --------- | ----------------------- | ---------- | ------------------------------- | ---- | -------- |
| 10-11-2011 | Лібревіль                | Габон     | 0 – 2                   | Бразилія   | товариський матч                | -    | 72'      |
| 14-11-2011 | Ер-Райян (муніципалітет) | Бразилія  | 2 – 0                   | Єгипет     | товариський матч                | -    | 75'      |
| 16-11-2013 | Маямі-Ґарденс            | Гондурас  | 0 – 5                   | Бразилія   | товариський матч                | 1    | 46'      |
| 19-11-2013 | Торонто                  | Бразилія  | 2 – 1                   | Чилі       | товариський матч                | -    | 64'      |
| 05-03-2014 | Йоганнесбург             | ПАР       | 0 – 5                   | Бразилія   | товариський матч                | -    | 46'      |
| 03-06-2014 | Гоянія                   | Бразилія  | 4 – 0                   | Панама     | товариський матч                | 1    | 63'      |
| 06-06-2014 | Сан-Паулу                | Бразилія  | 1 – 0                   | Сербія     | товариський матч                | -    | 46'      |
| 17-06-2014 | Форталеза                | Бразилія  | 0 – 0                   | Мексика    | ЧС 2014 - 1-й етап              | -    | 84'      |
| 23-06-2014 | Бразиліа                 | Бразилія  | 4 – 1                   | Камерун    | ЧС 2014 - 1-й етап              | -    | 71'      |
| 28-06-2014 | Белу-Оризонті            | Бразилія  | 1 – 1 д.ч. (3 – 2 п.п.) | Чилі       | ЧС 2014 - 1/8 фіналу            | -    | 106'     |
| 08-07-2014 | Белу-Оризонті            | Бразилія  | 1 – 7                   | Німеччина  | ЧС 2014 - півфінал              | -    | 69'      |
| 12-07-2014 | Бразиліа                 | Бразилія  | 0 – 3                   | Нідерланди | ЧС 2014 - матч за 3-тє місце    | -    |          |
| 05-09-2014 | Маямі-Ґарденс            | Бразилія  | 1 – 0                   | Колумбія   | товариський матч                | -    | 72'      |
| 09-09-2014 | Іст-Ратерфорд            | Бразилія  | 1 – 0                   | Еквадор    | товариський матч                | 1    | 46'      |
| 11-10-2014 | Пекін                    | Бразилія  | 2 – 0                   | Аргентина  | товариський матч                | -    |          |
| 14-10-2014 | Сінгапур                 | Бразилія  | 4 – 0                   | Японія     | товариський матч                | -    | 46'      |
| 12-11-2014 | Стамбул                  | Туреччина | 0 – 4                   | Бразилія   | товариський матч                | 1    | 77'      |
| 18-11-2014 | Відень                   | Австрія   | 1 – 2                   | Бразилія   | товариський матч                | -    | 62'      |
| 18-11-2014 | Сен-Дені                 | Франція   | 1 – 3                   | Бразилія   | товариський матч                | -    | 83'      |
| 29-03-2015 | Лондон                   | Бразилія  | 1 – 0                   | Чилі       | товариський матч                | -    | 62'      |
| 07-06-2015 | Сан-Паулу                | Бразилія  | 2 – 0                   | Мексика    | товариський матч                | -    | 74'      |
| 10-06-2015 | Порту-Алегрі             | Бразилія  | 1 – 0                   | Гондурас   | товариський матч                | -    | 46'      |
| 14-06-2015 | Темуко                   | Бразилія  | 2 – 1                   | Перу       | Копа Америка 2015 - 1-й етап    | -    | 87'      |
| 17-06-2015 | Сантьяго                 | Бразилія  | 0 – 1                   | Колумбія   | Копа Америка 2015 - 1-й етап    | -    | 69'      |
| 21-06-2015 | Сантьяго                 | Бразилія  | 2 – 1                   | Венесуела  | Копа Америка 2015 - 1-й етап    | -    |          |
| 27-06-2015 | Консепсьйон              | Бразилія  | 1 – 1 (3 – 4 п.п.)      | Парагвай   | Копа Америка 2015 - чвертьфінал | -    | 60'      |
| 05-09-2015 | Гаррісон                 | Бразилія  | 1 – 0                   | Коста-Рика | товариський матч                | -    | 78'      |
| 09-09-2015 | Фоксборо (Массачусетс)   | США       | 1 – 4                   | Бразилія   | товариський матч                | -    | 46'      |
| 09-10-2015 | Сантьяго                 | Чилі      | 2 – 0                   | Бразилія   | Відбір до ЧС 2018               | -    |          |
| 14-10-2015 | Форталеза                | Бразилія  | 3 – 1                   | Венесуела  | Відбір до ЧС 2018               | 2    |          |
| 14-11-2015 | Буенос-Айрес             | Аргентина | 1 – 1                   | Бразилія   | Відбір до ЧС 2018               | -    | 90'      |
| 18-11-2015 | Сальвадор                | Бразилія  | 3 – 0                   | Перу       | Відбір до ЧС 2018               | -    | 85'      |
| 26-03-2016 | Ресіфі                   | Бразилія  | 2 – 2                   | Уругвай    | Відбір до ЧС 2018               | -    | 85'      |
| 29-03-2016 | Асунсьйон                | Парагвай  | 2 – 2                   | Бразилія   | Відбір до ЧС 2018               | -    |          |
| 29-05-2016 | Коммерс-Сіті             | Панама    | 0 – 2                   | Бразилія   | товариський матч                | -    | 49' 64'  |
| 03-06-2016 | Пасадена                 | Бразилія  | 0 – 0                   | Еквадор    | Копа Америка 2016 - 1-й етап    | -    | 76'      |
| 07-06-2016 | Орландо                  | Бразилія  | 7 – 1                   | Гаїті      | Копа Америка 2016 - 1-й етап    | -    |          |
| 12-06-2016 | Фоксборо                 | Перу      | 1 – 0                   | Бразилія   | Копа Америка 2016 - 1-й етап    | -    |          |
| 01-09-2016 | Кіто                     | Еквадор   | 0 – 3                   | Бразилія   | Відбір до ЧС 2018               | -    | 61'      |
| 06-09-2016 | Манаус                   | Бразилія  | 2 – 1                   | Колумбія   | Відбір до ЧС 2018               | -    | 65'      |
| 06-10-2016 | Натал                    | Бразилія  | 5 – 0                   | Болівія    | Відбір до ЧС 2018               | -    | 68'      |
| 11-10-2016 | Мерида                   | Венесуела | 0 – 2                   | Бразилія   | Відбір до ЧС 2018               | 1    |          |
| 15-11-2016 | Ліма                     | Перу      | 0 – 2                   | Бразилія   | Відбір до ЧС 2018               | -    | 82'      |
| 23-03-2017 | Монтевідео               | Уругвай   | 1 – 4                   | Бразилія   | Відбір до ЧС 2018               | -    | 86'      |
| 28-03-2017 | Сан-Паулу                | Бразилія  | 3 – 0                   | Парагвай   | Відбір до ЧС 2018               | -    | 87'      |
| 09-06-2017 | Мельбурн                 | Бразилія  | 0 – 1                   | Аргентина  | товариський матч                | -    |          |
| 13-06-2017 | Мельбурн                 | Австралія | 0 – 4                   | Бразилія   | товариський матч                | -    | 71'      |
| 01-09-2017 | Порту-Алегрі             | Бразилія  | 2 – 0                   | Еквадор    | Відбір до ЧС 2018               | -    | 84'      |
| 05-09-2017 | Барранкілья              | Колумбія  | 1 – 1                   | Бразилія   | Відбір до ЧС 2018               | 1    | 75'      |
| 05-10-2017 | Ла-Пас                   | Болівія   | 0 – 0                   | Бразилія   | Відбір до ЧС 2018               | -    | 66'      |
| 10-10-2017 | Сан-Паулу                | Бразилія  | 3 – 0                   | Чилі       | Відбір до ЧС 2018               | -    | 85'      |
| 10-11-2017 | Лілль                    | Японія    | 1 – 3                   | Бразилія   | товариський матч                | -    | кап. 71' |
| 14-11-2017 | Лондон                   | Англія    | 0 – 0                   | Бразилія   | товариський матч                | -    | 68'      |
| 23-03-2018 | Москва                   | Росія     | 0 – 3                   | Бразилія   | товариський матч                | -    | 79'      |
| 27-03-2018 | Берлін                   | Німеччина | 0 – 1                   | Бразилія   | товариський матч                | -    |          |
| 3-6-2018   | Ліверпуль                | Бразилія  | 2 – 0                   | Хорватія   | товариський матч                | -    | 82'      |
| 10-6-2018  | Відень                   | Австрія   | 0 – 3                   | Бразилія   | товариський матч                | -    |          |
| 17-6-2018  | Ростов-на-Дону           | Бразилія  | 1 – 1                   | Швейцарія  | ЧС 2018 - 1-й етап              | -    |          |
| 22-6-2018  | Санкт-Петербург          | Бразилія  | 2 – 0                   | Коста-Рика | ЧС 2018 - 1-й етап              | -    | 46'      |
| 27-6-2018  | Москва                   | Сербія    | 0 – 2                   | Бразилія   | ЧС 2018 - 1-й етап              | -    |          |
| 2-7-2018   | Самара                   | Бразилія  | 2 – 0                   | Мексика    | ЧС 2018 - 1/8 фіналу            | -    | 90+1'    |
| 6-7-2018   | Казань                   | Бразилія  | 1 – 2                   | Бельгія    | ЧС 2018 - чвертьфінал           | -    | 46'      |
| 8-9-2018   | Іст-Ратерфорд            | США       | 0 – 2                   | Бразилія   | товариський матч                | -    | 61'      |
| 12-9-2018  | Лендовер                 | Бразилія  | 5 – 0                   | Сальвадор  | товариський матч                | -    | 54'      |
| 20-11-2018 | Мілтон-Кінз              | Бразилія  | 1 – 0                   | Камерун    | товариський матч                | -    | 68'      |
| 14-6-2019  | Сан-Паулу                | Бразилія  | 3 – 0                   | Болівія    | Копа Америка 2019 - 1-й етап    | -    | 84'      |
| 22-6-2019  | Сан-Паулу                | Перу      | 0 – 5                   | Бразилія   | Копа Америка 2019 - 1-й етап    | 1    | 77'      |
| 27-6-2019  | Порту-Алегрі             | Бразилія  | 0 – 0                   | Парагвай   | Копа Америка 2019 - чвертьфінал | -    | 71'      |
| 2-7-2019   | Белу-Оризонті            | Бразилія  | 2 – 0                   | Аргентина  | Копа Америка 2019 - півфінал    | -    | 46'      |
| 15-11-2019 | Ер-Ріяд                  | Бразилія  | 0 – 1                   | Аргентина  | товариський матч                | -    | 70'      |
| Усього     |                          | Матчів    | 70                      |            | Голів                           | 9    |          |

## Досягнення
«Шахтар»
- Чемпіон України: 2008, 2010, 2011, 2012
- Володар Кубка України: 2008, 2011, 2012
- Володар Кубка УЄФА: 2009
- Володар Суперкубка України: 2008, 2010, 2012

«Челсі»
- Чемпіон Англії: 2014–15, 2016–17
- Володар кубка Футбольної ліги: 2014–15
- Володар кубка Англії: 2017–18
- Переможець Ліги Європи УЄФА: 2018–19

«Арсенал»
- Володар Суперкубка Англії: 2020

Бразилія
- Чемпіон Південної Америки (U-20): 2007
- Переможець Суперкласіко де лас Амерікас: 2014
- Переможець Кубка Америки: 2019